# 乃木坂46 9th YEAR BIRTHDAY LIVE 5DAYS
《乃木坂46 9th YEAR BIRTHDAY LIVE 5DAYS》是日本女子偶像組合乃木坂46在2021年2月22日、2月23日、3月28日、3月29日、5月8日和5月9日舉行的公演，於2022年6月8日以DVD和Blu-ray的形式發售，為乃木坂46的第11部現場影像作品。

## 公演
2021年1月21日，乃木坂46宣佈在同年2月22日和2月23日舉行9週年公演，乃木坂46出道紀念日的2月22日為前夜祭，2月23日則是全體參加的公演，另有按加入時期劃分的四場公演。全數均由於2019冠狀病毒病日本疫情而不設觀眾席，以網絡播放的形式舉行，前夜祭和全體公演的播放平台分別是Stagecrowd、Stagecrowd PIA LIVE STREAM、Rakuten TV、ABEMA、新體感Live CONNECT、Streaming+、BARON STREAM、光TV、Hulu和LINE LIVE。前夜祭由成員久保史緒里和田村真佑擔任主持人，與一眾成員一同回顧過去的週年公演，全體公演則有別於以往演唱過去所有歌曲的形式，僅演唱了36首歌曲，總共售出241,585張門票，估計觀看人數超過72萬人。
在全體公演中也公佈1期生公演和2期生公演分別於同年3月29日和3月28日舉行，播放平台是Stagecrowd、Rakuten TV、ABEMA、Hulu和LINE LIVE。2期生公演是2期生首次的單獨公演，也是成員堀未央奈畢業前最後一場公演，在演唱最後一曲時，1期生、3期生和4期生也有到場送別。1期生公演則是1期生首次的冠名公演，安可時則分別演唱了2期生、3期生和4期生的歌曲。
在1期生公演中也公佈3期生和4期生的公演分別於同年5月9日和5月8日舉行，由於緊急事態宣言在同年3月21日解除，因此當初預定開放觀眾入場的同時以網絡播放的形式舉行，場地是幕張展覽館，然而在4月22日宣佈由於疫情擴大，加上各自治體要求發佈緊急事態宣言等理由，推遲了發佈門票抽選的結果，其後在4月27日宣佈由於日本政府在4月23日於東京都、大阪府、京都府和兵庫縣發佈緊急事態宣言，雖然公演的場地位於千葉縣，但是考慮到人流等問題，最終改為不開放觀眾入場，以網絡播放的形式舉行，播放平台是Stagecrowd、Rakuten TV、ABEMA、新體感Live CONNECT、Hulu和LINE LIVE。
4期生公演的觀眾席放有支持者的留言卡，1期生秋元真夏、齋藤飛鳥和高山一實也通過影像方式登場，秋元真夏另外也與成員松村沙友理以視像電話的形式與現場的4期生對話，4期生在安可時則首次演唱了單曲對不起Fingers crossed的收錄曲貓舌Chamomile Tea。3期生公演是事隔四年再次舉行的3期生單獨公演，公演中演唱了前成員生駒里奈最後的中心曲Against，事後獲生駒本人點名致謝。
此外，9週年公演是成員生田繪梨花、高山一實、星野南、松村沙友理、伊藤純奈、北野日奈子、新內真衣、寺田蘭世、堀未央奈、渡邊米莉愛和大園桃子最後的週年公演，也是新4期生首次參加的週年公演。

## 發行
2022年4月25日，乃木坂46宣佈在同年6月8日發售公演的Blu-ray和DVD，各自分為「DAY1、DAY2、DAY3、DAY4、DAY5 完全生產限定盤“Complete BOX”」以及DAY1至DAY5的通常盤，總共12種版本。5月9日，公開12種版本的封面。5月30日，宣佈在6月1日至6月12日於東京鐵塔舉行名為「NOGIZAKA46 9th YEAR BIRTHDAY LIVE GALLERY ～夢之連鎖～」的展覽，並且在東京鐵塔內的「Club333」播放公演的精選影像。6月1日，在YouTube上公開收錄於Blu-ray和DVD的特典影像「Behind the scenes of 9th YEAR BIRTHDAY LIVE」的預告篇。6月2日，宣佈在北海道、岩手縣、宮城縣、福島縣、茨城縣、栃木縣、埼玉縣、千葉縣、東京都、神奈川縣、新潟縣、石川縣、岐阜縣、靜岡縣、愛知縣、京都府、大阪府、奈良縣、岡山縣、廣島縣、福岡縣和熊本縣的部分唱片店舉行公演相關展覽。6月7日，宣佈分別在淘兒唱片澀谷店、新宿店和SHIBUYA TSUTAYA展示齋藤飛鳥、山下美月和堀未央奈的打歌服。

## 榜單成績
在Oricon公信榜，公演Blu-ray以銷量1.9萬張取得週榜第1位，以9部作品超越Perfume成為取得Blu-ray週榜首位最多的女藝人，DVD則售出約5,000張，在DVD和Blu-ray合算週榜以銷量2.4萬張取得週榜第1位，再以10部作品超越Perfume成為取得音樂DVD和Blu-ray合算週榜首位最多的女藝人。

## 外部連結
- . 乃木坂46.   [2022-09-21]. （原始内容存档于2022-09-24） （日语）.
- . 乃木坂46.   [2022-09-21]. （原始内容存档于2022-09-24） （日语）.
- . 乃木坂46.   [2022-09-21]. （原始内容存档于2022-09-24） （日语）.
- . 乃木坂46.   [2022-09-21]. （原始内容存档于2022-09-24） （日语）.
- . 乃木坂46.   [2022-09-21]. （原始内容存档于2022-09-24） （日语）.
- YouTube上的（日語）
- YouTube上的（日語）
- YouTube上的（日語）
- YouTube上的（日語）
- YouTube上的（日語）
- YouTube上的（日語）
- YouTube上的（日語）